# Cyanopepla
Cyanopepla este un gen de insecte lepidoptere din familia Arctiidae.

## Specii[1]
- Cyanopepla aberrans
- Cyanopepla agyrtidia
- Cyanopepla alonzo
- Cyanopepla amata
- Cyanopepla arrogans
- Cyanopepla azetas
- Cyanopepla baroni
- Cyanopepla basimacula
- Cyanopepla beata
- Cyanopepla bella
- Cyanopepla bertha
- Cyanopepla bivulnerata
- Cyanopepla borealis
- Cyanopepla brasilicola
- Cyanopepla buckleyi
- Cyanopepla chelidon
- Cyanopepla chloe
- Cyanopepla cinctipennis
- Cyanopepla costaricensis
- Cyanopepla cruenta
- Cyanopepla deguttata
- Cyanopepla dognini
- Cyanopepla egregia
- Cyanopepla eximia
- Cyanopepla fastuosa
- Cyanopepla fulgens
- Cyanopepla fulgida
- Cyanopepla fulgurata
- Cyanopepla girardi
- Cyanopepla glaucopoides
- Cyanopepla gloriosa
- Cyanopepla griseldis
- Cyanopepla haematodes
- Cyanopepla hurama
- Cyanopepla hyaloptera
- Cyanopepla imogena
- Cyanopepla imperialis
- Cyanopepla ira
- Cyanopepla jucunda
- Cyanopepla julia
- Cyanopepla luxurians
- Cyanopepla lystra
- Cyanopepla masia
- Cyanopepla micans
- Cyanopepla minima
- Cyanopepla obscura
- Cyanopepla obsolescens
- Cyanopepla orbona
- Cyanopepla pallescens
- Cyanopepla panamensis
- Cyanopepla parvistria
- Cyanopepla perilla
- Cyanopepla perspicua
- Cyanopepla phoenicia
- Cyanopepla pretiosa
- Cyanopepla pseudomicans
- Cyanopepla quadricolor
- Cyanopepla ribbei
- Cyanopepla samarca
- Cyanopepla sanguicincta
- Cyanopepla scintillans
- Cyanopepla similis
- Cyanopepla subfulgens
- Cyanopepla subgloriosa
- Cyanopepla submacula
- Cyanopepla xenodice